# Троянской войны не будет
«Троянской войны не будет» (фр. La guerre de Troie n'aura pas lieu), буквально переводится как «Троянская война не состоится»: двухактное сценическое произведение французского драматурга Жана Жироду, впервые поставленное в 1935 году 22 ноября в Театр Атене в Париже в постановке Луи Жуве. Драма основана на сюжете «Илиады» Гомера; в ней автор исследует столкновение страстей, поддерживающих и противостоящих войне, и ошибочность сил, которые хотят предотвратить войну.

## Предыстория работы
Автор сражался во Франции и при осаде Дарданелл в Первой мировой войне. Дважды был ранен, один раз очень тяжело. Он включил свои воспоминания из состояния транса и свои мысли, созревшие во время тяжелого выздоровления, в несколько своих работ. Он стал восторженным и искренним пацифистом. Пьеса была написана в сравнительно короткие сроки, за несколько месяцев, между осенью 1934 и июнем 1935 года, в суровые годы Великой депрессии 1929 года и периода подъёма воинствующих европейских диктатур, которые уже несли в себе возможность новой великой войны (пьеса написана за несколько лет до начала Второй мировой войны и немецкой оккупации Франции).
В этой работе Жиро исследует, какие эмоции приводят к войне, и насколько уязвимыми и бессильными становятся сторонники мира, представленными большинством, как возвышаются над ними воинствующие общественные деятели обеих сторон (Аякс, Демокос), как они выскальзывают из контроля над ними обществом и становятся самодостаточными процессами (судьба греческих трагедий). Автор подчеркивает цинизм политиков, а также их манипулирование общественными символами и понятием права. Жироду описывает душевное состояние своей страны в то время, когда все видят приближение войны, но никто ничего с этим не делает. В конце драмы открываются Врата войны, сигнализируя о её неизбежности.
Драма не выделяет одну причину войны, а показывает многогранный комплекс причин, который, несмотря на усилия многих заинтересованных сторон, делает войну, поначалу кажущуюся абсурдной, в итоге неизбежной. Пьеса описывает глупость и упрямство людей, критикует дипломатию и поведение национальных лидеров и интеллектуалов. Поражение в этой битве — не результат действия богов, а результат беспомощности героя перед «глупостью людей и стихий».
Текст драмы был впервые опубликован 14 декабря 1935 года в журнале La Petite Illustration, а затем в еженедельной газете Revue de Paris. В декабре 1935 года издательство Grasset & Fasquelle опубликовало её в виде книги. Книга была переведена на английский язык в 1963 году Кристофером Фраем под названием «Тигр у ворот». С тех пор книга выдержала несколько изданий, была переведена на многие европейские языки и исполнялась на сценах нескольких стран.
Отсылкой к пьесе является книга Жана Бодрийяра «Войны в заливе не было» 1991 года.

## Содержание и персонажи произведения

### Главные герои
- Андромаха, жена Гектора
- Елена, похищенная жена спартанского царя Менелая
- Гекуба, жена царя Приама
- Кассандра, дочь Приама и Гекубы
- Олицетворение мира
- Богиня Ирис
- Ребёнок — Поликсения, дочь Приама и Гекубы
- Гектор, сын Приама и Гекубы
- Одиссей, царь Итаки
- Демокос, троянский поэт и оратор
- Приам, царь Трои
- Парис, сын Приама и Гекубы
- Аякс, греческий посланник
- Бузирис, сицилийский юрист, знаток военного права
- Инженер
- Троил, сын Приама и Гекубы
- Ольпиды
- Мастер парусного спорта

По мере развития сюжета персонажи явно разделяются на два лагеря. Гектор, Андромаха, Гекуба, Кассандра и греческий Одиссей (хотя его намерения иногда неоднозначны) составляют партию мира, которая хочет отправить Елену домой. С другой стороны — сторонники войны, ругающие Елену: Парис, Приам, Демос, Инженер, Корабельный мастер, грек Аякс и троянские старцы. Вся завязка вращается вокруг Елены, но автор держит в неведении её мотивы и намерения (выделяется единственная чёткая черта её характера: сильное влечение к мужчинам).

### Содержание Акта I
В 10 картинах первого акта интрига разворачивается на глазах у зрителей. Вернувшись с войны, Гектор узнает, что его младший брат Парис похитил Елену. Гектор понимает, что присутствие Елены там чревато греческой войной. Вместе со своей женой Андромахой он решает попытаться уговорить Париса отправить Елену домой. Парис спрашивает своего отца, царя Приама, о решении. Приам ставит условие, чтобы сама Елена согласилась вернуться домой. В сцене 7 Парис просит Елену отказаться от её возвращения домой. Когда сам Гектор спрашивает Елену, он получает только уклончивые ответы. В конце первого акта появляется олицетворение Мира, явно больное и слабое.

### Содержание Акта II
В начальной сцене перед Вратами войны, которые в мирное время должны быть закрыты, Елена пытается соблазнить юного Троила, одного из младших сыновей царя Приама, но безуспешно. Созывается Троянский военный совет, на котором два лагеря, сторонники мира и сторонники войны, враждуют друг с другом. После символического закрытия Ворот Войны Андромаха вместе со своей свекровью, царицей Гекубой, матерью Гектора и Париса, пытаются уговорить Елену покинуть город, чтобы сохранить мир, но им это не удаётся. Воинственный греческий Аякс объявляет о прибытии официальной греческой делегации. Он провоцирует Гектора, который определенно хочет избежать эскалации, и вежливо избегает оскорбления, на протяжении нескольких сцен решительно сдерживает троянских поджигателей войны, в том числе поэта войны Демокоса, а также раздаёт пощёчины. Своим поведением Гектор даже вызывает восхищение Аякса. Прибывают греческие послы во главе с Одиссеем. Боги также вмешиваются, посылая сообщение двум мужчинам через Ириду: вести переговоры лицом к лицу. Одиссей, который на публике кажется недоверчивым и враждебным, оказывается таким же сторонником мира, как и Гектор на личном суде. Два мудреца договариваются об отправке Елены домой и о мире, когда пьяный Аякс снова провоцирует Гектора, получая от него выговор. Демокос, поэт, взывает к мести, Гектор наносит удар своему земляку Демокосу, а затем берёт на себя ответственность за содеянное перед врывающимися троянцами. Однако на последнем издыхании умирающий Демокос восклицает, что убийцей был грек Аякс, и что Гектор хочет только защитить греков. Толпа линчевала Аякса. Гектор и Одиссей потерпели неудачу. В финальной сцене открываются Врата Войны, а за ними Елена и Троил занимаются любовью. В конце концов, в Трою придёт война.

## Экранизации
- Экранизация Рудольфа Селлнера[нем.] в 1957 году для ТВ, ФРГ[4].
- В 1962 году в Югославии на телеканале RTV Belgrade была показана одноимённая экранизация[сербохорв.].
- Экранизация Франца Йозефа Вильда[нем.] в 1964 году для ТВ, ФРГ[5].
- Экранизация Марселя Кравенна[фр.] во Франции для ТВ, 1967 год[6].
- Экранизация Реймона Руло во Франции для ТВ, 1981 год[7].
- Франсис Юстер[фр.] и Стив Суисса[фр.] выпустили телевизионный фильм во Франции, 2013 год[8].